# Gran Ferrocarril del Sud de Santa Fe y Córdoba
El Gran Ferrocarril del Sud de Santa Fe y Córdoba era una compañía de capitales británicos que construyó y operó una red de ferrocarriles de trocha ancha (de 1,676 m) en Argentina. Su nombre en inglés era Santa Fe and Córdoba Great Southern Railway (SF&CGS).
El 2 de octubre de 1886 el gobierno nacional otorgó una concesión para construir una línea de ferrocarril desde Villa Constitución en la Provincia de Santa Fe hasta La Carlota en la Provincia de Córdoba. En 1889 dicha concesión fue transferida a esta compañía que abrió la primera sección entre Villa Constitución y San Urbano (Melincué) el 30 de abril de 1890. El 8 de julio de 1890 la línea llegó a Venado Tuerto, finalizando la línea en La Carlota el 24 de febrero de 1891. El 11 de marzo de 1899 la empresa abrió al público el ramal desde Venado Tuerto hasta Rufino.
El 20 de septiembre de 1900 la empresa fue comprada por la compañía de capitales británicos Ferrocarril Buenos Aires a Rosario. La venta incluía una concesión que ya estaba otorgada al Gran Ferrocarril del Sud de Santa Fe y Córdoba para extender la línea desde La Carlota hasta Río Cuarto. Este tramo fue abierto el 26 de marzo de 1902.